# 沃德斯特里察鄉
43°51′N 24°20′E / 43.850°N 24.333°E
沃德斯特里察鄉（羅馬尼亞語：Comuna Vădăstrița, Olt），是羅馬尼亞的鄉份，位於該國南部，由奧爾特縣負責管轄，面積42平方公里，海拔高度62米，2007年人口3,514，人口密度每平方公里84人。